# ایندول آلکالوئید

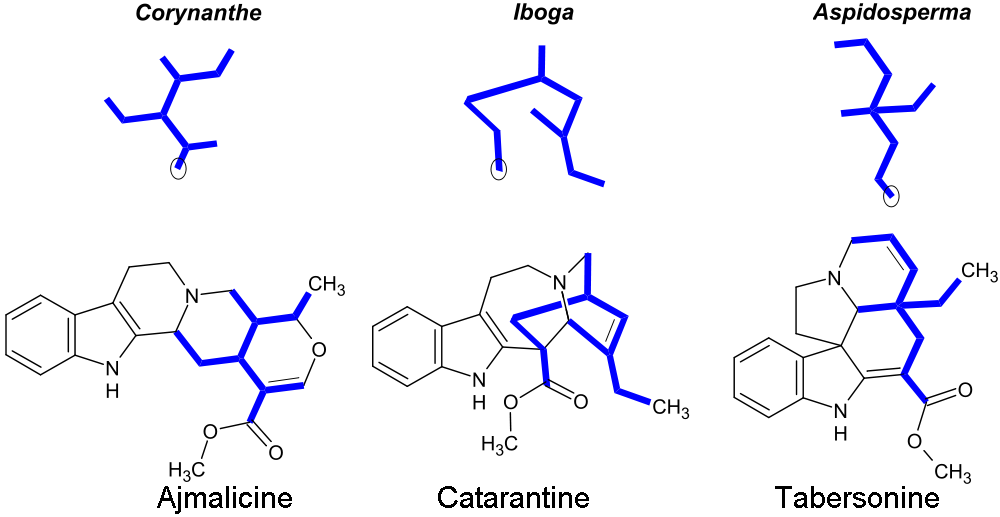
گروهی از مونوترپنوئیدها

ایندول آلکالوئید (به انگلیسی: Indole alkaloid) گروهی از آلکالوئیدها هستند که دارای گروه عاملی ایندول می‌باشند.

## دسته‌بندی
بسیاری از ایندول آلکالوئیدها، همچنین گروه ایزوپرن  دارند. بر همین اساس ایندول آلکالوئیدها به دو دستۀ ایزوپرنوئید و ناایزوپرنوئید تقسیم می‌شوند.

### ایزوپرنوئیدها
- همیترپنوئیدها و آلکالوئیدهای سگاله
- مونوترپنوئیدها

### ناایزوپرنوئیدها
- مشتقات ساده ایندول
- مشتقات ساده بتا کربولین
- آلکالوئیدهای پیرولوایندول